# Negobratina
Negobratina (en serbe cyrillique: Негобратина) est un village du nord-est du Monténégro, dans la municipalité de Bijelo Polje.

## Démographie

### Évolution historique de la population[1]
| 1948 | 1953 | 1961 | 1971 | 1981 | 1991 | 2003 |
| ---- | ---- | ---- | ---- | ---- | ---- | ---- |
| 184  | 173  | 163  | 148  | 177  | 101  | 72   |